# Lorenzo Cain

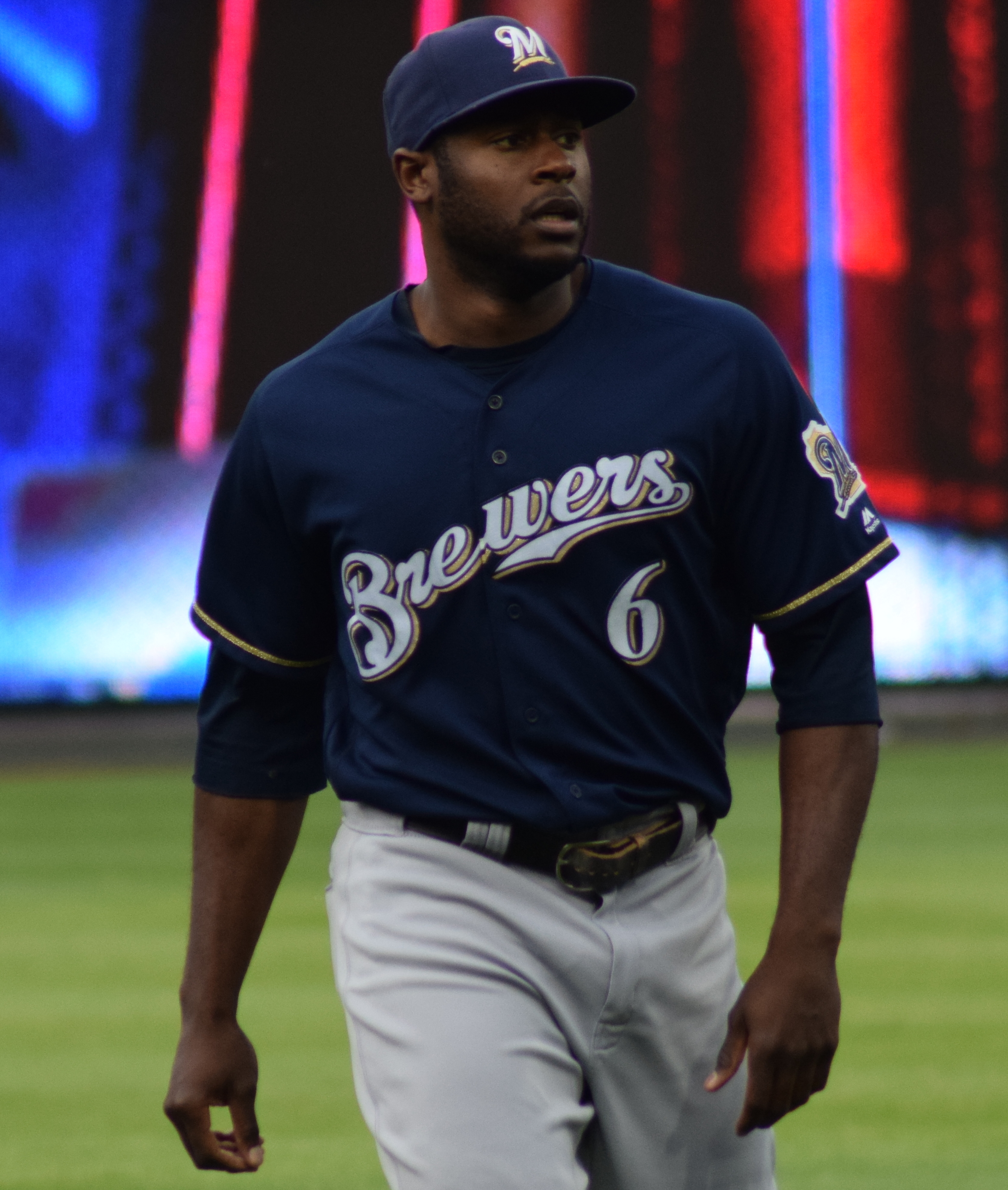
Lorenzo Cain, 2018.

Lorenzo Lamar Cain, född 13 april 1986 i Valdosta i Georgia, är en amerikansk professionell basebollspelare som spelar som centerfielder för Milwaukee Brewers i Major League Baseball (MLB). Han har tidigare spelat för Kansas City Royals.
Cain draftades av Milwaukee Brewers i 2004 års MLB-draft.
Han har vunnit bland annat en World Series och en Gold Glove Award.